# Алпайн-Нортуэст (Вайоминг)
Алпайн-Нортуэст (англ. Alpine Northwest, Wyoming) — статистически обособленная местность, расположенная в округе Линкольн (штат Вайоминг, США) с населением в 152 человека по статистическим данным переписи 2000 года.

## География
По данным Бюро переписи населения США статистически обособленная местность Алпайн-Нортуэст имеет общую площадь в 3,63 квадратных километров, водных ресурсов в черте населённого пункта не имеется.

## Демография
По данным переписи населения 2000 года в Алпайн-Нортуэсте проживало 152 человека, 45 семей, насчитывалось 77 домашних хозяйств и 118 жилых домов. Средняя плотность населения составляла около 40,9 человека на один квадратный километр. Расовый состав Алпайн-Нортуэст по данным переписи распределился следующим образом: 97,37 % белых, 0,66 % — коренных американцев, 0,66 % — выходцев с тихоокеанских островов, 1,32 % — представителей смешанных рас.
Испаноговорящие составили 2,63 % от всех жителей статистически обособленной местности.
Из 77 домашних хозяйств в 13,0 % — воспитывали детей в возрасте до 18 лет, 55,8 % представляли собой совместно проживающие супружеские пары, в 3,9 % семей женщины проживали без мужей, 40,3 % не имели семей. 31,2 % от общего числа семей на момент переписи жили самостоятельно, при этом 1,3 % составили одинокие пожилые люди в возрасте 65 лет и старше. Средний размер домашнего хозяйства составил 1,97 человек, а средний размер семьи — 2,43 человек.
Население статистически обособленной местности по возрастному диапазону по данным переписи 2000 года распределилось следующим образом: 11,2 % — жители младше 18 лет, 5,3 % — между 18 и 24 годами, 34,9 % — от 25 до 44 лет, 35,5 % — от 45 до 64 лет и 13,2 % — в возрасте 65 лет и старше. Средний возраст жителей составил 44 года. На каждые 100 женщин в Алпайн-Нортуэст приходилось 105,4 мужчин, при этом на каждые сто женщин 18 лет и старше приходилось 107,7 мужчин также старше 18 лет.
Средний доход на одно домашнее хозяйство в статистически обособленной местности составил 40 250 долларов США, а средний доход на одну семью — 65 167 долларов. При этом мужчины имели средний доход в 50 208 долларов США в год против 37 917 долларов среднегодового дохода у женщин. Доход на душу населения в статистически обособленной местности составил 22 948 долларов в год. Все семьи Алпайн-Нортуэст имели доход, превышающий уровень бедности, 3,3 % от всей численности населения находилось на момент переписи населения за чертой бедности.